# Нарасімхарая II
Нарасімхарая II (*д/н —1505) — магараджахіраджа (цар царів) Віджаянагарської імперії у 1491—1505 роках. Відомий також як Іммаді Нарасімха, Нарасімха II і Дгамма Тхіммарая.

## Життєпис
Другий син Нарасімхараї I. 1491 року отримав трон після вбивства старшого брата військовиком Нарасанаяком під час заворушень у Віджаянагарі.
Він був лише підлітком, коли став магараджахіраджею, внаслідок чого справжня влада перебувала в Нарасанаяка Тулуви, що прийняв титул сарвадхікарі (опікуна та регента). Така ситуація тривала 12 років, поки останній не помер у 1503 році. В цей період було приборкано напівнезалежних та повсталих раджей.
На той час Нарасімхарая був дорослим, і не було підстав для призначення регента. Тим не менш, старший син Нарасанаяки Віра Нарасімха успадкував вплив батька у війську, обмеживши владу Нарасімхараї II, що залишився номінальним володарем. Той надлав Тулуві титул далавая (головнокомандуючого).
Втім магараджахіраджа мріяв про відновлення реальної влади. Обидва вважали, що мають більше право керувати державою. Тулува вважав, що Нарасімхарая II став правителем лише тому, що його батько захопив трон за допомогою Нарасанаяка Тулуви. Зважаючи на все це, Віра Нарасімха вважав, що він має більше права правити.
У 1505 році Нарасімхараю II було вбито у фортеці Пенуконда поплічниками Віри Нарасімхи. З його смертю закінчилося правління династії Салува. Трон захопив Віра нарасімха, що заснував династію Тулува.